# L'ultimo esorcista
L'ultimo esorcista è un film documentario italiano del 2019 creato e diretto da Giorgio John Squarcia che esplora il mondo dell'esorcismo nella società contemporanea.

## Trama
Seguiamo il percorso di Don Gianni Sini, esorcista di lunga esperienza esercitante il  ministero dalla fine degli anni Ottanta, e del giovane seminarista Cosma Caria, chiamato a confrontarsi con il difficile compito di apprendere il mestiere. 
Attraverso testimonianze dirette, interviste e momenti di vita quotidiana dei protagonisti, il documentario indaga il mondo dell'esorcismo, mettendo in luce il passaggio di testimone tra la tradizione consolidata degli esorcisti e la nuova generazione, rimarcando come la lotta contro il “maligno” sia attuale e sentita anche nel mondo contemporaneo.

## Personaggi
- Don Gianni Sini – Nato a Laerru (SS) nel 1955 e ordinato sacerdote nel 1980, è un rinomato esorcista della Sardegna. Membro dell’Associazione Internazionale degli Esorcisti, svolge il ministero di esorcista dal 1988. Ha raccontato la propria esperienza collaborando con testate giornalistiche e pubblicando libri sul tema dell'esorcismo. La sua figura è centrale nel documentario.

- Cosma Caria – Esordiente di 23 anni, studente della Pontificia Università Gregoriana cresciuto nella parrocchia di Don Gianni Sini a Olbia, rappresenta la nuova generazione di esorcisti.[3]

## Distribuzione
Prodotto da La Presse, L'ultimo esorcista è stato trasmesso nell'autunno 2019 sul canale Nove, parte del gruppo  Discovery Italia.